# Mollaahmet
Mollaahmet ist ein Dorf im Landkreis Babadağ der türkischen Provinz Denizli. Mollaahmet liegt etwa 20 km westlich der Provinzhauptstadt Denizli und 14 km östlich von Babadağ. Mollaahmet hatte laut der letzten Volkszählung 835 Einwohner (Stand Ende Dezember 2010).